# Andrzej Chojnowski
Andrzej Edward Chojnowski (ur. 2 października 1945 w Warszawie) – polski historyk, profesor nauk humanistycznych, nauczyciel akademicki Uniwersytetu Warszawskiego, członek Kolegium (2007–2010) oraz Rady Instytutu Pamięci Narodowej (2011–2016).

## Życiorys
W 1969 ukończył studia na Uniwersytecie Warszawskim. W 1976 obronił doktorat, habilitował się w 1985. W 2003 otrzymał tytuł naukowy profesora. Specjalizuje się w zakresie historii najnowszej.
Od 1969 związany z Instytutem Historycznym UW, zajmował w tej jednostce kolejne stanowiska. Od 1991 jest profesorem nadzwyczajnym UW. Pełnił funkcję kierownika Studium Zaocznego Historii (1988–1993), przewodniczącego Rady Naukowej Archiwum UW (1991–1997), przewodniczącego Rady Naukowej Instytutu Historycznego UW (1999–2002). W 2003 został kierownikiem Zakładu Historii XX wieku w Instytucie Historycznym.
Uzyskiwał stypendia m.in. Instytutu Józefa Piłsudskiego w Nowym Jorku (1980) i Instytutu Studiów Polsko-Żydowskich Uniwersytetu Oksfordzkiego (1987).
W latach 1972–1980 należał do Polskiej Zjednoczonej Partii Robotniczej, wstąpił następnie do „Solidarności”. Współpracował z niezależnym wydawnictwem Krąg, a w latach 1982–1985 był jego faktycznym szefem. W 1986 zasiadł w radzie programowej rocznika Polin. A Journal of Polish-Jewish Studies. Od 1987 do 1992 był członkiem zespołu miesięcznika „Res Publica”, a następnie „Res Publica Nowa” (od 1993). Wchodzi w skład Rady Naukowej Polskiego Słownika Biograficznego oraz rady Muzeum Historii Polski. Należy do Stowarzyszenia Wolnego Słowa.
W 2007 z rekomendacji posłów Prawa i Sprawiedliwości został powołany w skład Kolegium Instytutu Pamięci Narodowej II kadencji, obejmując następnie stanowisko jego przewodniczącego, które pełnił do kwietnia 2010. W 2011 został wybrany do nowo powołanej Rady IPN; organ ten zniesiono nowelizacją ustawy o IPN w 2016.
Został pracownikiem Wydziału Historycznego Akademii Humanistycznej im. Aleksandra Gieysztora w Pułtusku.

## Publikacje
- Andrzej Chojnowski, Koncepcje polityki narodowościowej rządów polskich w latach 1921–1939, Wrocław 1979, Wyd. Zakład Narodowy im Ossolińskich, ISBN 83-04-00017-2.
- Andrzej Chojnowski, Piłsudczycy u władzy. Dzieje Bezpartyjnego Bloku Współpracy z Rządem, Wrocław 1986, Wyd. Zakład Narodowy im Ossolińskich, ISBN 83-04-02293-1.
- Andrzej Chojnowski, Jerzy Tomaszewski, Izrael, Warszawa 2001, Wyd. „Trio”, ISBN 83-88542-09-5.
- Andrzej Chojnowski i Instytut Historyczny Uniwersytetu Warszawskiego, Ukraina, Warszawa 1997, Wyd. „Trio”, ISBN 83-85660-51-8.